# Ogami-jima
Ogami-jima (大神島) est une île du Japon, une des îles Miyako dans l'archipel Sakishima.

## Géographie
Elle est administrée, avec les îles Miyako-jima, Kurima-jima, Irabu-jima et Shimoji-shima, par la ville de Miyakojima.

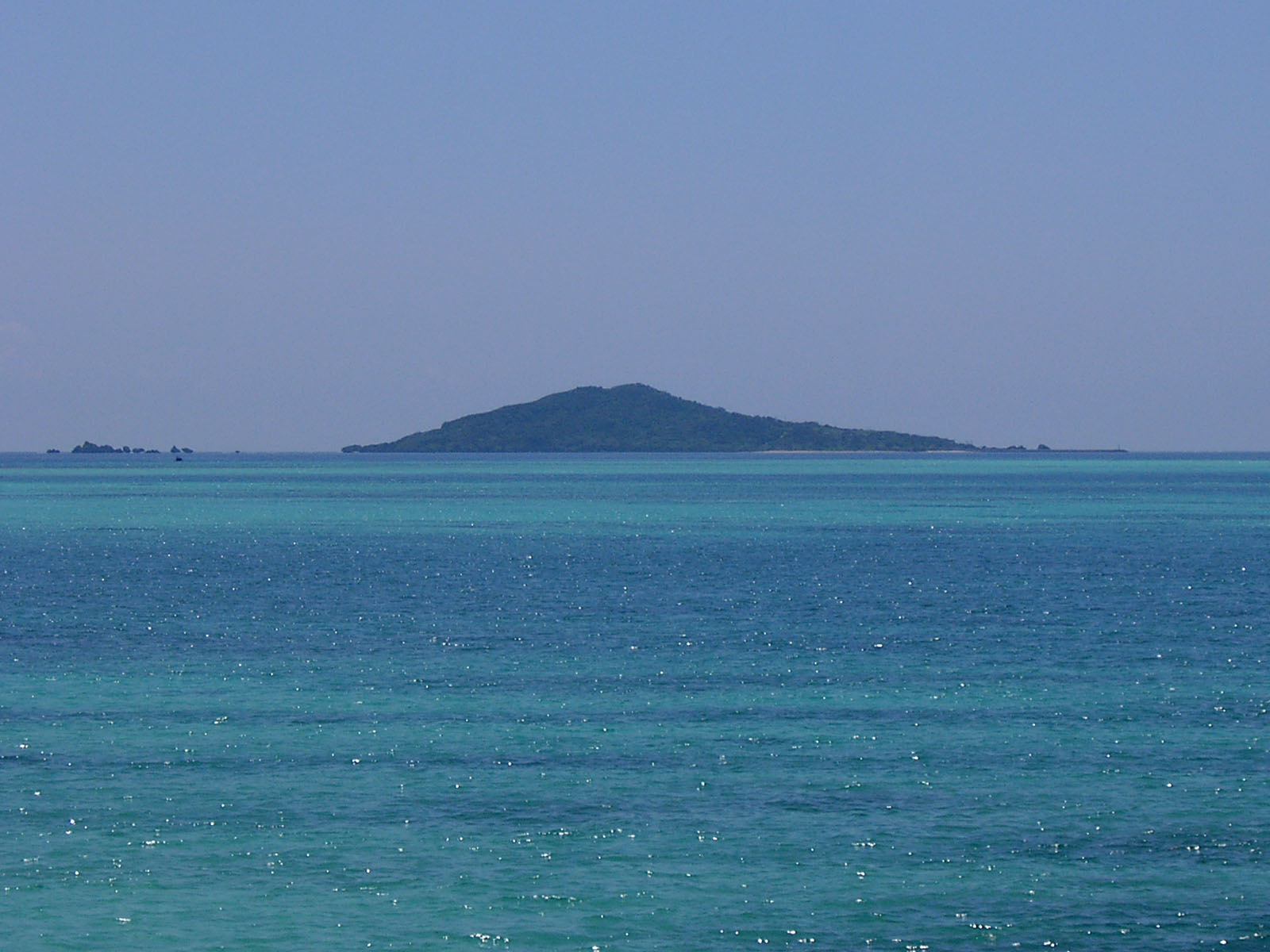